# (9707) Petruskoning
(9707) Petruskoning est un astéroïde de la ceinture principale.

## Description
(9707) Petruskoning est un astéroïde de la ceinture principale. Il fut découvert le 16 octobre 1977 à l'observatoire Palomar par Cornelis Johannes van Houten, Ingrid van Houten-Groeneveld et Tom Gehrels. Il présente une orbite caractérisée par un demi-grand axe de 2,61 UA, une excentricité de 0,14 et une inclinaison de 11,1° par rapport à l'écliptique.

## Compléments